# Leandro Teófilo
Leandro Teófilo Santos Pinto (Rio de Janeiro, 3 maggio 1983) è un ex calciatore brasiliano, di ruolo centrocampista.

## Carriera
Nel 2013 ha giocato 4 partite in CONCACAF Champions League con la maglia del Real Estelí; in precedenza aveva giocato nel 2009 una partita nei turni preliminari di Europa League quando militava in Armenia al Ganjasar.

## Palmarès

### Club

#### Competizioni statali
- Campeonato Paulista Série A2: 1

Juventus-SP: 2005
- Campionato Maranhense: 1

Moto Club: 2006